# Roquefixade
Roquefixade en francés y oficialmente, Rocafisada en occitano, es una pequeña localidad y comuna francesa, situada en el departamento del Ariège en la región de Midi-Pyrénées.
A sus habitantes se les denomina por el gentilicio en francés Rocofissadois.
Situada en el denominado Chemin des bonshommes, en la GR 107. 

## Lugares de interés
- Castillo de Roquefixade, castillo medieval comprendido en los denominados castillos cátaros.

## Personas destacadas
- Yves Maris, doctor en Filosofía y profesor de la Universidad de Tolosa, investigador y autor de diversas obras sobre el catarismo.

## Demografía
| 130 | 139 | 142 | 168 | 170 | 151 |
| Para los censos de 1962 a 1999 la población legal corresponde a la población sin duplicidades (Fuente: INSEE [Consultar]) |     |     |     |     |     |